# Браун, Питер (легкоатлет)
Питер Браун (нидерл. Pieter Braun; род. 21 января 1993, Терхейден, Нидерланды) — нидерландский легкоатлет, специализирующийся в многоборье. Чемпион Европы среди молодёжи в десятиборье (2015). Четырёхкратный чемпион Нидерландов (в семиборье и прыжке в длину). Участник летних Олимпийских игр 2016 года.

## Биография
Первые шаги в спорте делал в клубе AV Sprint из города Бреда. В 2012 году установил юниорский рекорд страны в десятиборье (7953 очка) и впервые выступил за национальную команду на чемпионате мира до 20 лет. Проиграв собственному достижению почти 900 очков, довольствовался только 16-м местом по итогам соревнований.
После первых успехов стал тренироваться под руководством Винса де Ланге в Национальном спортивном центре в Папендале.
Был в составе сборной, занявшей второе место в командном зачёте на Кубке Европы по многоборьям 2014 года.
Впервые в карьере набрал больше 8000 очков на турнире Hypo-Meeting в австрийском Гётцисе в 2015 году — 8197. Спустя полтора месяца почти повторил этот результат на молодёжном чемпионате Европы: с суммой 8195 очков Браун стал победителем соревнований.
Занял 12-е место на чемпионате мира 2015 года.
Участвовал в летних Олимпийских играх в Рио-де-Жанейро, где не стал продолжать соревнования после четырёх видов из-за травмы паха.
В 2017 году установил несколько личных рекордов в отдельных видах десятиборья, а также по их сумме. На турнире в австрийском Гётцисе он занял пятое место с лучшим результатом в карьере, 8334 очка. Повторить этот результат через 2,5 месяца на чемпионате мира не удалось — Браун занял только 16-е место с суммой 7890 очков.
В 2018 году стал чемпионом Нидерландов в прыжках в длину.

## Личные рекорды в отдельных видах десятиборья
| Дисциплина        | Результат | Год  |
| ----------------- | --------- | ---- |
| 100 м             | 10,90     | 2017 |
| Прыжок в длину    | 7,71 м    | 2017 |
| Толкание ядра     | 15,28 м   | 2018 |
| Прыжок в высоту   | 2,04 м    | 2015 |
| 400 м             | 48,02     | 2015 |
| 110 м с барьерами | 14,13     | 2015 |
| Метание диска     | 47,33 м   | 2018 |
| Прыжок с шестом   | 5,05 м    | 2016 |
| Метание копья     | 64,19 м   | 2019 |
| 1500 м            | 4.24,29   | 2018 |

## Основные результаты
| Год  | Турнир                            | Место проведения         | Дисциплина        | Место | Результат |
| ---- | --------------------------------- | ------------------------ | ----------------- | ----- | --------- |
| 2012 | Чемпионат мира среди юниоров      | Барселона, Испания       | десятиборье (юн)  | 16-е  | 7055      |
| 2013 | Чемпионат Европы среди молодёжи   | Тампере, Финляндия       | десятиборье       | 11-е  | 7540      |
| 2014 | Чемпионат Нидерландов в помещении | Апелдорн, Нидерланды     | семиборье         | 2-е   | 5745      |
| 2014 | Hypo-Meeting                      | Гётцис, Австрия          | десятиборье       | 11-е  | 7892      |
| 2014 | Кубок Европы по многоборьям       | Торунь, Польша           | десятиборье       | 16-е  | 7499      |
| 2015 | Чемпионат Нидерландов в помещении | Апелдорн, Нидерланды     | семиборье         | 2-е   | 5837      |
| 2015 | Чемпионат Европы в помещении      | Прага, Чехия             | семиборье         | —     | DNF       |
| 2015 | Hypo-Meeting                      | Гётцис, Австрия          | десятиборье       | 8-е   | 8197      |
| 2015 | Чемпионат Европы среди молодёжи   | Таллин, Эстония          | десятиборье       | 1-е   | 8195      |
| 2015 | Чемпионат мира                    | Пекин, Китай             | десятиборье       | 12-е  | 8114      |
| 2016 | Чемпионат Нидерландов в помещении | Апелдорн, Нидерланды     | семиборье         | 1-е   | 5736      |
| 2016 | Hypo-Meeting                      | Гётцис, Австрия          | десятиборье       | 8-е   | 8058      |
| 2016 | Чемпионат Нидерландов             | Амстердам, Нидерланды    | 110 м с барьерами | 5-е   | 14,31     |
| 2016 | Чемпионат Европы                  | Амстердам, Нидерланды    | десятиборье       | 7-е   | 7945      |
| 2016 | Олимпийские игры                  | Рио-де-Жанейро, Бразилия | десятиборье       | —     | DNF       |
| 2017 | Hypo-Meeting                      | Гётцис, Австрия          | десятиборье       | 5-е   | 8334      |
| 2017 | Чемпионат мира                    | Лондон, Великобритания   | десятиборье       | 16-е  | 7890      |
| 2017 | Décastar                          | Таланс, Франция          | десятиборье       | 10-е  | 7652      |
| 2018 | Чемпионат Нидерландов в помещении | Апелдорн, Нидерланды     | прыжок в длину    | 1-е   | 7,47 м    |
| 2018 | Hypo-Meeting                      | Гётцис, Австрия          | десятиборье       | 3-е   | 8342      |
| 2018 | Чемпионат Европы                  | Берлин, Германия         | десятиборье       | 7-е   | 8105      |
| 2018 | Décastar                          | Таланс, Франция          | десятиборье       | 4-е   | 7965      |
| 2019 | Чемпионат Нидерландов             | Гаага, Нидерланды        | 400 м с барьерами | 2-е   | 53,22     |
| 2019 | Чемпионат мира                    | Доха, Катар              | десятиборье       | 7-е   | 8222      |
| 2020 | Чемпионат Нидерландов в помещении | Апелдорн, Нидерланды     | семиборье         | 1-е   | 6072      |
| 2021 | Чемпионат Нидерландов в помещении | Апелдорн, Нидерланды     | прыжок в длину    | 1-е   | 7,43 м    |
| 2021 | Чемпионат Европы в помещении      | Торунь, Польша           | семиборье         | —     | DNF       |
| 2021 | Олимпийские игры                  | Токио, Япония            | десятиборье       |       | ?         |